# Belkis Leal
Belkis Leal (Caracas, Venezuela, 21 de mayo de 1940) es una esgrimista venezolana. Compitió en los eventos femeninos de florete individual y por equipos en los Juegos Olímpicos de Roma de 1960.